# 中国建筑设计研究院
中国建筑设计研究院有限公司创建于1952年，前身为中央直属设计公司（1953年更名为中央设计院，1955年更名为建筑工程部工业及城市建筑设计院），目前隶属于中国建设科技集团股份有限公司。2000年4月由原建设部4家直属单位建设部建筑设计院、中国建筑技术研究院、中国市政工程华北设计研究院和建设部城市建设研究院合并组建。2003年，划归国务院国有资产监督管理委员会管理。2012年，收购新加坡CPG集团。

## 作品案例

### 政府建筑
- 中国驻南非大使馆（2011年）
- 龙岩行政中心（2009年）
- 北京市人民检察院（2006年）
- 中华人民共和国外交部办公楼（1997年）
- 中国人民银行总行（1990年）[3]

### 议会建筑
- 几内亚人民宫（1967年）

### 办公建筑
- 雄安市民服务中心企业办公区（2018年）
- 首发大厦（2010年）
- 新海航大厦（2010年）
- 百度大厦（2009年）
- 北京数码大厦（2000年）
- 外语教学与研究出版社（1997年）

### 文化建筑
- 北京奥林匹克塔（2015年）
- 玉树康巴艺术中心（2013年）
- 绩溪博物馆（2013年）
- 重庆国泰艺术中心（2013年）
- 中国杭帮菜博物馆（2012年，与浙江大学建筑设计研究院合作）
- 元上都遗址工作站（2011年）
- 安阳殷墟博物馆（2006年）
- 首都博物馆（2005年，与AREP设计公司合作）
- 北京大学百年纪念讲堂（1998年）
- 中国国家图书馆总馆南区（1987年）
- 中国美术馆（1962年）
- 首都剧场（1955年）

### 教育建筑
- 北京市第三十五中学高中部（2015年）
- 北京外国语大学图书馆（2013年）
- 苏州市吴江中学（2013年）
- 国航飞行模拟训练基地一期（2012年）
- 浙江大学紫金港校区农生组团（2010年）
- 南京艺术学院图书馆（2010年）
- 中央财经大学沙河新校区（2009年）
- 北京外国语大学教学办公楼（2008年）
- 北京育英小学（1952年）

### 酒店建筑
- 雁栖湖国际会都精品酒店（2014年）
- 上海中信泰富朱家角锦江酒店（2013年）
- 中信金陵酒店（2012年）
- 承德行宫大酒店（2012年）
- 北京唐拉雅秀饭店（2009年）
- 泰安东尊华美达酒店（2008年）
- 北京丽晶酒店（2006年）
- 北京梅地亚中心（1990年）
- 北京新大都饭店（1990年）
- 泰山华侨大厦（1989年）
- 北京国际饭店（1988年）
- 北京饭店西楼（1954年）

### 居住建筑
- 北川新县城安居工程（2011年）
- 北京科技会展中心一期（1999年）

### 体育建筑
- 国家网球中心钻石球场（2011年）
- 国家体育场（2008年，与瑞士HdeM建筑设计事务所合作）
- 北京外国语大学综合体育馆（2008年）
- 北京体育大学国家队训练基地（2007年）

### 交通建筑
- 大同机场新航站楼（2013年）
- 苏州站（2012年）
- 博鳌站（2011年）
- 北京地铁昌平线高架车站（2010年）
- 拉萨站（2006年）
- 福清站（2010年）
- 晋江站（2010年）
- 北京地铁4号线地面出入口（2009年）
- 北京站（1959年，与南京工学院合作）
- 中央机场航站楼（1958年）

### 商业建筑
- 北京奥林匹克公园下沉庭院（2008年）
- 北京八达岭景区综合服务设施（2008年）
- 北京西环广场（2005年，与AREP合作）

### 会展建筑
- 海南国际会展中心（2011年）
- 中国轻纺城国际会展中心（2009年）
- 宁波国际贸易展览中心2号馆（2010年）
- 唐山国际会展中心（2005年）
- 宁波国际会议展览中心（2002年）
- 张家港会议中心（1996年）
- 中国国际展览中心一号馆（1993年）
- 斯里兰卡班达拉奈克国际会议中心（1973年）
- 全国农业展览馆（1959年）
- 北京展览馆（1954年，与苏联莫斯科民用建筑设计院合作）

### 广电建筑
- 福建广播电视中心（2011年）
- 奥林匹克公园多功能演播塔（2008年）
- 中央广播大厦（1958年，与苏联莫斯科民用建筑设计院合作）